# Giriama (peuple)
Les Giriama (ou Giriyama, Giryama) sont une population d'Afrique de l'Est vivant dans la région côtière du  Kenya. C'est l'une des neuf tribus qui constituent le grand groupe des Mijikenda.

## Population

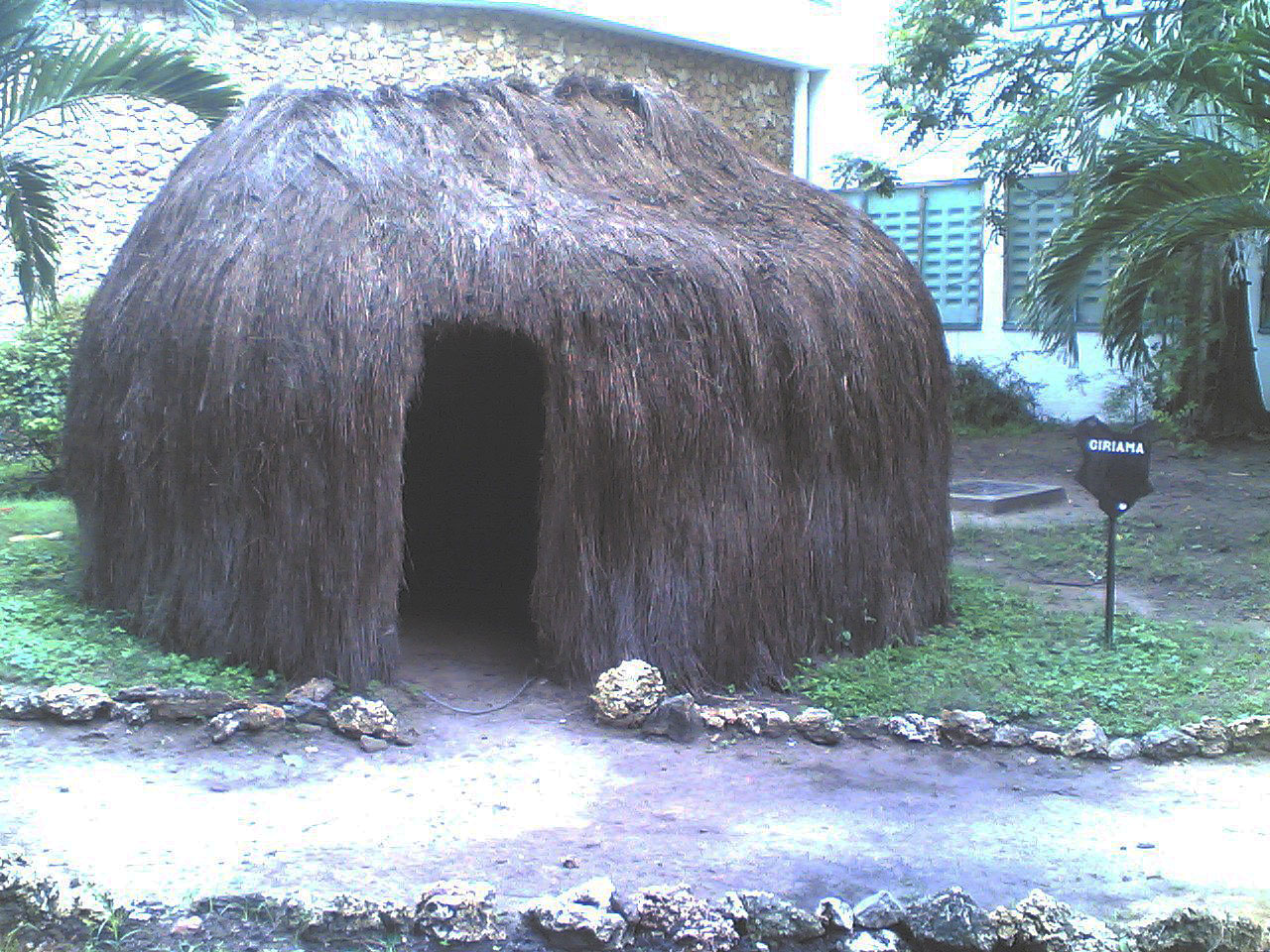
Reconstitution d'une case giriama à Mombasa

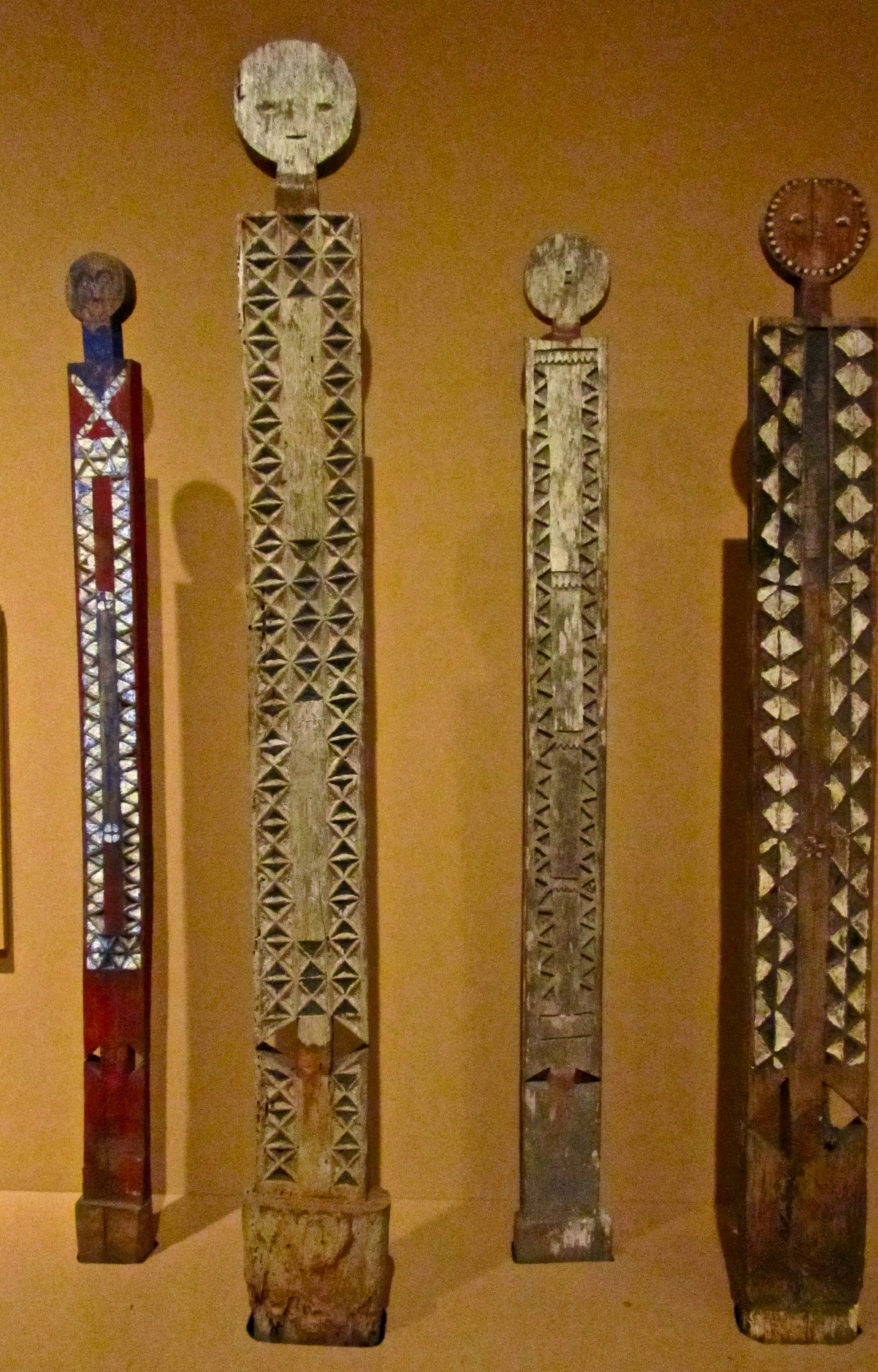
Poteaux funéraires en bois sculpté et décoré

Leur nombre était estimé à 550 000 en 1979. 10 % d'entre eux étaient musulmans sunnites, les autres étant chrétiens ou animistes.
Les Giriama sont des agriculteurs qui produisent du riz, du maïs, du manioc et des noix de coco, ainsi que de l'huile de palme. 
Leur société est patrilinéaire.
Dans les années 1913-1914, cette population a réagi, notamment sous l'égide d'une femme, Mekatilili wa Menza, à la mise en place d'une administration  coloniale britannique.

## Langue
Ils parlent une langue bantoue, le giriama (ou kigiriama), et, minoritaires, se sentent souvent déconsidérés par les nombreux swahilophones qui les entourent au Kenya et en Tanzanie.

## Arts: lekikangu
Alors que la sculpture africaine est en général de petite taille, les Giriama du Kenya font partie des peuples qui produisent des œuvres de grandes dimensions, telles que les poteaux funéraires, connus sous le nom de kikangu ou vigango. 
Chez eux chaque clan dispose de son propre lieu de culte, le kaya, qui abrite aussi les esprits des ancêtres et constitue un véritable centre de la vie politico-religieuse. À leur mort les notables du kaya ont droit à l'élévation d'un poteau protégé par une petite hutte et qui fait l'objet d'offrandes. Ces poteaux sculptés sont plats et divisés en plusieurs sections symétriques contenant des motifs variés, principalement des triangles et des losanges. Les têtes sont stylisées, ce ne sont jamais les portraits des défunts. Elles peuvent comporter yeux, nez, menton, parfois une bouche, mais rarement des oreilles. Leurs silhouettes longilignes et leur expression hautaine confèrent à ces poteaux dignité et solennité, empreintes de tristesse.